# Tapinocyba mitis
Tapinocyba mitis là một loài nhện trong họ Linyphiidae.
Loài này thuộc chi Tapinocyba. Tapinocyba mitis được Octavius Pickard-Cambridge miêu tả năm 1882.